# فريدة خلف
فريدة خلف هو اسم مستعار لإحدى النساء اليزيديات التي اختطفهن تنظيم داعش في عام 2014، وبيعت كسبية لداعش وهي فتاة عراقية من مواليد عام 1995، نشأت فريدة خلف في قرية كوشو في جبال العراق.
في عام 2014، عندما كانت في الثامنة عشر من عمرها، غزا داعش قريتها. قتل الجهاديون جميع الرجال والفتيان في القرية، بما في ذلك والدها وأخوها الأكبر. أُرغمت نساء وفتيات عازبات، بما في ذلك فريدة وصديقتها إيفين، على ركوب حافلة تحت تهديد السلاح وجُلبن إلى الرقة، حيث تم بيعهن كسبيا لاغراض جنسية.
تعرضت مرة للضرب المبرح على أيدي خاطفيها لدرجة أنها فقدت البصر في إحدى عينيها، ولم تستطع المشي لمدة شهرين. بعدها تمكنت الشاباتان من الهرب إلى مخيم للاجئين في شمال العراق، وتم لم شمل خلف مع أفراد العائلة الباقين على قيد الحياة. ومع ذلك، كان يُنظر أفراد مجتمعها إليها على أنها جلبت العار لعائلتها نتيجة اغتصابها.
انتقلت بعد ذلك إلى ألمانيا، حيث تأمل أن تصبح معلمة للرياضيات.
وفي عام 2016، نشرت كتابًا بعنوان «الفتاة التي هزمت داعش» (بالإنجليزية: The Girl Who Beat ISIS)‏ عن تجربتها، وقد حصل على اراء ايجابية، وشارك في تأليفه الكاتبة الألمانية أندريا هوفمان [الألمانية]، وترجمه إلى الإنجليزية جيمي بولوتش [الإنجليزية].